# راديو وتلفزيون الأندلس
راديو وتلفزيون الأندلس هي وكالة عامة للإذاعة والتلفزيون في الأندلس إسبانيا.

## حول الراديو
المؤسسة هي مزود للإذاعة والتلفزيون في جنوب إسبانيا. وهي وكالة عامة تابعة لحكومة الأندلس الإقليمية. تعود أصولها إلى عامي 1988 و1989 عندما بدأ البث الإذاعي كانال سور وقناة سور التليفزيون.
بدأت البث عبر الأقمار الصناعية في فبراير 1996.
تم إطلاق محطات جديدة بين عامي 1996 و1998 بما في ذلك القناة الثانية الأندلسية والقناة التلفزيونية الأرضية الثانية.
في ديسمبر 2021 بدأت المؤسسة في تشغيل «كانال سور ماس» (فيديو متدفق على منصة الطلب) في وضع الاختبار.